# Margareta Karthäuserin
Margareta Karthäuserin war eine deutsche Kopistin. Sie lebte im 15. Jahrhundert als Nonne im Katharinenkloster Nürnberg.
Sie war eine geschickte Notenschreiberin und kopierte zwischen 1458 und 1470 acht Choralbücher. Diese werden in der Stadtbibliothek Nürnberg aufbewahrt.
Margareta Karthäuserin gehörte zu zehn Schwestern aus dem Kloster Schönensteinbach, die nach Nürnberg entsandt worden waren, um das Kloster in die dominikanische Reformbewegung einzubeziehen. Margareta war spezialisiert auf das Kopieren von Büchern für die Liturgie. Illustriert wurden die Werke u. a. von Barbara Gewichtmacherin.
In der modernen Rezeption widmet Judy Chicago ihr eine Inschrift auf den dreieckigen Bodenfliesen des Heritage Floor der Installation The Dinner Party. Die mit dem Namen Margareta Karthauserin beschriftete Porzellanfliese ist dem Platz mit dem Gedeck für Christine de Pizan zugeordnet.